# Werner Heine
Werner Heine (Roßleben, 14 agosto 1935 – 18 giugno 2022) è stato un calciatore tedesco orientale dal 1990 tedesco, di ruolo centrocampista.